# Ain Beida (kommun i Marocko)
Ain Beida (franska: Ain Beida (CR), Ain Beida (Commune Rurale), arabiska: بني عروس) är en kommun i Marocko.   Den ligger i provinsen Ouezzane och regionen Tanger-Tétouan-Al Hoceïma, i den norra delen av landet, 160 km nordost om huvudstaden Rabat. Antalet invånare är 11 851.